# EXQI
EXQI was een Belgisch mediabedrijf. Het was een dochterbedrijf van Alfacam, een mediagroep uit Lint.
Het bedrijf had drie tv-zenders te verdelen over heel België: EXQI Plus, EXQI Culture en EXQI Sport. De twee laatste waren enkel digitaal te bekijken. Alle zenders zonden in high definition uit. Daarnaast was het bedrijf ook aanwezig online en op de radio met EXQI FM.

## Geschiedenis
EXQI werd opgestart door Alfacam-oprichter Gabriel Fehervari. Met EXQI Plus wou hij op termijn een algemene analoge zender die de concurrentie met VRT en VTM kon aangaan. De zender EXQI Plus zou oorspronkelijk eind 2008 van start gaan. EXQI was van 2008 tot 2010 in het voetbal actief als sponsor van de Belgische Tweede Klasse, de ook de naam EXQI League kreeg. Op de radio werd zender Be One overgenomen, dat in 2009 werd omgedoopt in EXQI FM.
Al van bij het begin kende EXQI echter kapitaalsproblemen. De lancering van EXQI Plus op de kabel werd meermaals uitgesteld, eerst tot 2009, en uiteindelijk kwam de zender pas in 2010 op de kabel. In de zomer van 2010 stopte EXQI Plus echter al als algemene zender en werd omgevormd tot een sportzender. EXQI ging wel door met zijn digitale zenders EXQI Culture en EXQI Sport.
In 2011 stapte EXQI uit de radio, en de frequenties van EXQI FM werden overgenomen door Radio Maria.
Met EXQI ging het verder achteruit en in mei 2012 ontsloeg de zender het resterend personeel. Vanaf oktober 2012 werden de twee overblijvende zenders overgenomen door het productiehuis Arendsoog.

## Televisie
- EXQI Plus: Algemene tv-zender met nieuws, sport, duiding, talkshows, quizzen. Geen soaps, platte reality en dergelijke.
- EXQI Culture: Digitale cultuurzender met aandacht voor opera, musicals, dans en muziek.
- EXQI Sport: Digitale sportzender met aandacht voor klassieke sporten zoals voetbal (de  EXQI League of de Belgische tweede klasse) en wielrennen, maar ook alternativere sporten zoals hockey, volleybal en dergelijke meer.

## Radio
- EXQI FM (vroeger Be One)